# Estadi Agustín Tovar
L'Estadi Agustín Tovar, també anomenat Estadi La Carolina, és un estadi multiusos de la ciutat de Barinas, Veneçuela.
Va ser inaugurat el 23 de juny de 2007. Té una capacitat per a 24.234 espectadors. És la seu del club Zamora FC.

## Copa América 2007
Va ser una de les seus de la Copa Amèrica de futbol de 2007.
| Data       | Hora  | Equp 1       | Res. | Equp 2   | Ronda  |
| ---------- | ----- | ------------ | ---- | -------- | ------ |
| 2007-07-02 | 18.30 | Estats Units | 1-3  | Paraguai | Grup C |